# Tubulanus albocapitatus
Tubulanus albocapitatus är en djurart som tillhör fylumet slemmaskar, och som beskrevs av Wijnhoff 1912. Tubulanus albocapitatus ingår i släktet Tubulanus och familjen Tubulanidae. Inga underarter finns listade i Catalogue of Life.